# James Stockdale
James Bond Stockdale (23 tháng 12, 1923 – 5 thang 7, 2005) từng là phi công và Phó đô đốc Hải quân Hoa Kỳ được trao tặng Huân chương Danh dự trong Chiến tranh Việt Nam, ông đã bị bắt làm tù binh và giam giữ trong bảy năm.
Stockdale là sĩ quan hải quân cấp cao nhất từng bị giam ở Hà Nội, Việt Nam Dân chủ Cộng hòa. Ông đã chỉ huy các cuộc không kích từ tàu sân bay USS Ticonderoga (CVA-14) khi sự kiện Vịnh Bắc Bộ nổ ra năm 1964. Sau đó, khi  đang chỉ huy Phi đội tàu sân bay số 16 xuất kích từ tàu sân bay USS Oriskany (CV-34), chiếc máy bay phản lực A-4 Skyhawk của ông đã bị bắn rơi ở miền Bắc Việt Nam vào ngày 9 tháng 9 năm 1965. Ông từng giữ chức Chủ tịch Trường Chiến tranh Hải quân từ tháng 10 năm 1977 tới khi ông nghỉ hưu ở Hải quân Hoa Kỳ năm 1979. Với tư cách Phó đô đốc, Stockdale là chủ tịch của The Citadel (một trong 6 trường sĩ quan cao cấp của Hoa Kỳ, đóng ở Nam Carolina) từ 1979 đến 1980.
Stockdale từng là ứng cử viên cho chức Phó Tổng thống Hoa Kỳ trong cuộc bầu cử năm 1992 cùng với ứng viên độc lập Ross Perot cho chức Tổng thống Hoa Kỳ.

## Tuổi thơ và giáo dục
Stockdale sinh ra ở Abingdon, Illinois ngày 23/12/1923, mẹ là Mabel Edith (nhũ danh là Bond) và bố là Vernon Beard Stockdale. Stockdale đã theo học Cao đẳng Monmouth trong thời gian ngắn trước khi vào Học viện Hải quân Hoa Kỳ ở Annapolis, Maryland tháng 6 năm 1943.

## Binh nghiệp
Ngày 5 tháng 6 năm 1946, ông tốt nghiệp Cử nhân Khoa học của Học viện Hải quân, sớm một năm do giáo trình giảm tải từ Chiến tranh thế giới thứ hai vẫn còn hiệu lực. Xét về học thuật, ông đứng thứ 130 trong số 821 sinh viên tốt nghiệp cùng khóa. Nhiệm vụ đầu tiên của ông là trợ lý sĩ quan pháo thủ trên khu trục hạm quét mìn USS Carmick (DD-493) từ tháng 6 đến tháng 10 năm 1946. Tiếp theo, ông làm nhiệm vụ trên tàu USS Thompson (DD-627) từ tháng 10 năm 1946 đến tháng 2 năm 1947, USS Charles H. Roan (DD-853) từ tháng 2 năm 1947 đến tháng 7 năm 1948, và USS Deming (PCS-1392) từ tháng 7 năm 1948 đến tháng 6 năm 1949.
Stockdale được cử đi đào tạo phi công tháng 6 năm 1949 ở Căn cứ Không quân Hải quân Pensacola ở Florida. Tháng 9 năm 1950, ông được bổ nhiệm làm phi công hải quân tại Căn cứ Không quân Hải quân Corpus Christi ở Texas. Ông tiếp tục được đào tạo nâng cao ở Căn cứ Hải quân Norfolk ở Virginia từ tháng 10 năm 1950 tới tháng 1 năm 1951. Tháng 1 năm 1954, ông được nhận vào Trường Phi công Thử nghiệm Hải quân Hoa Kỳ tại Căn cứ Không quân Hải quân Patuxent River ở miền nam Maryland, ông hoàn thành khóa đào tạo tháng 7 cùng năm. Ở đó ông đã dạy kèm toán học và vật lý cho phi công Thủy quân lục chiến Hoa Kỳ John Glenn. Ông làm phi công thử nghiệm cho đến tháng 1 năm 1957.
Năm 1959, Hải quân Hoa Kỳ cử Stockdale đi học ở Đại học Stanford, nơi ông lấy bằng thạc sĩ chuyên ngành Quan hệ quốc tế và triết học so sánh chủ nghĩa Marx năm 1962. Stockdale thích cuộc sống của một phi công chiến đấu hơn là học thuật, nhưng về sau ông thừa nhận triết học Khắc kỷ đã giúp ông vượt qua quãng thời gian khó khăn khi bị bắt làm tù binh.

### Chiến tranh Việt Nam

#### Sự kiện Vịnh Bắc Bộ

Stockdale bước ra từ chiếc máy bay ném A-4 của mình, ảnh chụp vài tuần trước khi Stockdale bị bắt làm tù binh.

Ngày 2/8/1964, khi đang thực hiện cuộc tuần tra DESOTO ở Vịnh Bắc Bộ, tàu khu trục USS Maddox (DD-731) đã đụng độ 3 tàu phóng lôi P4 của Tiểu đoàn tàu phóng lôi 135 Hải quân Việt Nam Dân chủ Cộng hòa. Hai bên đã khai hỏa, tàu Maddox bắn hơn 280 quả đạn pháo 130 mm (5 inch), còn các tàu phóng lôi phóng 6 quả ngư lôi (tất cả đều trượt mục tiêu) và nã súng máy 14,5 mm; hệ thống thông tin trên các tàu phóng lôi bị hư hại và mất liên lạc. Khi các tàu phóng lôi quay về bờ, bốn máy bay chiến đấu F-8 Crusader từ tàu sân bay USS Ticonderoga (CV-14) đã đến, và ngay lập tức tấn công các tàu phóng lôi đang rút lui.
Stockdale (chỉ huy Phi đoàn máy bay chiến đấu số 51 – VF-51), cùng trung úy Hải quân Richard Hastings tấn công tàu phóng lôi T-333 và T-336, trong khi trung tá R. F. Mohrhardt và thiếu tá C. E. Southwick tấn công tàu phóng lôi T-339. Bốn phi công F-8 báo cáo rằng không có tên lửa Zuni nào trúng mục tiêu, nhưng các khẩu pháo 20 mm của họ đã bắt trúng cả 3 tàu phóng lôi.
Vào đêm ngày 2/4/1964, Stockdale đang bay ở khu vực được báo cáo là diễn ra sự kiện Vịnh Bắc Bộ lần thứ hai. Tuy nhiên, không giống như lần trước là một trận hải chiến có thật, thực tế không có lực lượng Việt Nam nào tham gia vào trận giao tranh thứ hai. Vào đầu những năm 1990,  Stockdale kể lại: "[Tôi] đã ngồi ở vị trí tốt nhất để theo dõi sự kiện đó, và các tàu khu trục của chúng ta chỉ đang bắn vào các mục tiêu ma — không có chiếc tàu tuần tiễu nào ở đó... Không có gì ở đó ngoài màu nước đen và hỏa lực của Mỹ."
Buổi sáng hôm sau, ngày 5/8/1964, Tổng thống Johnson đã ra lệnh ném bom các mục tiêu quân sự của Việt Nam Dân chủ Cộng hòa mà theo ông ta tuyên bố là đòn trả đũa sự kiện ngày 4 tháng 8. Khi Stockdale tỉnh dậy vào sáng sớm hôm đó và được giao nhiệm vụ chỉ huy các vụ không kích này, Stockdale đã trả lời: "Trả đũa vì cái gì?" Sau đó, khi bị bắt làm tù binh, ông lo ngại rằng mình sẽ bị buộc phải tiết lộ bí mật chiến tranh Việt Nam này.

#### Bị bắt làm tù binh
Ngày 9 tháng 9 năm 1965, Stockdale cất cánh từ tàu sân bay USS Oriskany để thực hiện một nhiệm vụ ở Bắc Việt Nam. Chiếc Douglas A-4 Skyhawk của ông bị trúng đạn của đối phương và không thể tiếp tục điều khiển, Stockdale đã phóng ghế thoát hiểm, nhảy dù xuống một ngôi làng nhỏ,  bị đánh trọng thương và bị bắt làm tù binh.
Stockdale bị giam ở Nhà tù Hỏa Lò (thường được lính Mỹ gọi là "Hilton Hà Nội") trong 7 năm rưỡi. Là sĩ quan Hải quân cấp cao, Stockdale là một trong những đầu sỏ lãnh đạo cuộc chống đối của tù nhân.
Bị tra tấn thường xuyên và bị từ chối chăm sóc y tế cho cái chân bị tổn thương nghiêm trọng khi bị bắt, Stockdale đã tạo ra và thực thi bộ quy tắc cho tất cả các tù nhân, trong đó quy định về việc liên lạc bí mật, tra tấn và ứng xử. Mùa hè năm 1969, ông bị cùm chân trong một buồng tắm và thường xuyên bị đánh đập. Khi quản giáo thông báo rằng Stockdale sẽ được diễu hành ở nơi công cộng, Stockdale đã tự rạch da đầu của mình bằng dao cạo, cố tình làm biến dạng bản thân để mình không bị sử dụng làm công cụ tuyên truyền. Khi quản giáo lấy mũ che đầu anh, Stockdale đã tự đánh mình bằng một loại dụng cụ cho đến khi mặt sưng lên không thể nhận ra. Khi Stockdale bị phát hiện có thể liên quan đến cái gọi là "hoạt động đen" của bạn bè mình, Stockdale đã tự rạch cổ tay để quản ngục không thể tra tấn anh khai ra. Trong thời gian bị cầm tù, anh đã hai lần gẫy chân do bị tra tấn.
Lúc Stockdale mới bị bắt làm tù bình, vợ anh là Sybil Stockdale đã đứng lên tổ chức Liên đoàn Quốc gia Các gia đình có người thân bị bắt làm tù binh hoặc mất tích trong chiến tranh (National League of POW/MIA Families) với những người vợ của các quân nhân có cùng hoàn cảnh. Đến năm 1968, cô và tổ chức của mình đã kêu gọi Tổng thống và Quốc hội Hoa Kỳ công khai thừa nhận hành vi ngược đãi tù nhân chiến tranh (điều chưa bao giờ được thực hiện mặc dù có bằng chứng về sự ngược đãi thô bạo), và đã thu hút được sự chú ý của báo chí Mỹ. Sybil Stockdale đưa ra những yêu sách này với tư cách cá nhân tại Cuộc đàm phán Hòa bình Paris.
Stockdale là một trong 11 tù binh Hoa Kỳ trong Đoàn Alcatraz, gồm: George Thomas Coker (Hải quân), George G. McKnight (Không quân), Jeremiah Denton (Hải quân, tốt nghiệp cùng khóa với Stockdale ở Học viện Hải quân), Harry Jenkins (Hải quân); Sam Johnson (Không quân), James Mulligan (Hải quân), Howard Rutledge (Hải quân), Robert Shumaker (Hải quân, người đặt tên "Hanoi Hilton" cho nhà tù Hỏa Lò); Ronald Storz (Không quân, chết khi giam giữ) và Nels Tanner (Hải quân). Bởi vì họ là những người lãnh đạo việc chống đối trong tù, họ đã bị tách ra khỏi những tù binh khác và bị biệt giam trong một cơ sở đặc biệt (được đặt biệt danh là "Alcatraz") ở sân sau Bộ Quốc phòng Việt Nam Dân chủ Cộng hòa, nằm cách Nhà tù Hỏa Lò khoảng một dặm. Ở Alcatraz, mỗi tù nhân được giam trong một xà lim riêng bằng bê-tông không cửa sổ, kích thước 3 x 9 feet (0,9 x 2,7 m) với bóng đèn dây tóc được bật suốt ngày đêm, chân bị cùm mỗi đêm. Trong 11 người này, Storz chết khi bị giam giữ ở đó vào năm 1970.

#### Nghịch lý Stockdale
Tác giả cuốn sách "Từ Tốt đến Vĩ đại" (From Good to Great) James C. Collins đã kể lại cuộc đối thoại của mình với Stockdale về phương pháp đương đầu với thực tế khi Stockdale là tù binh chiến tranh ở Việt Nam. Khi Collins hỏi kiểu tù binh nào đã không thể sống sót ở Việt Nam, Stockdale trả lời:
Ồ, dễ thôi, đó là những người lạc quan. Những người này sẽ nói "chúng ta sẽ được phóng thích trước Giáng sinh." Và Giáng sinh đến, rồi Giáng sinh qua. Sau đó họ sẽ nói "chúng ta sẽ được phóng thích trước Lễ Phục sinh." Và Lễ Phục sinh đến, rồi Lễ Phục sinh qua. Và rồi thì Lễ Tạ ơn, rồi lại một Lễ Giáng sinh nữa. Cuối cùng họ chết với một trái tim tan vỡ. Đó là một bài học vô cùng quan trọng. Bạn không bao giờ được nhầm lẫn giữa niềm tin cuối cùng bạn sẽ thắng - điều mà bạn không bao giờ được phép để mất - với kỷ luật để đối đầu với sự thật tàn khốc nhất của thực tế hiện tại, bất kể chúng có thể là gì.

Collins gọi điều này là Nghịch lý Stockdale.

### Trở về Hoa Kỳ

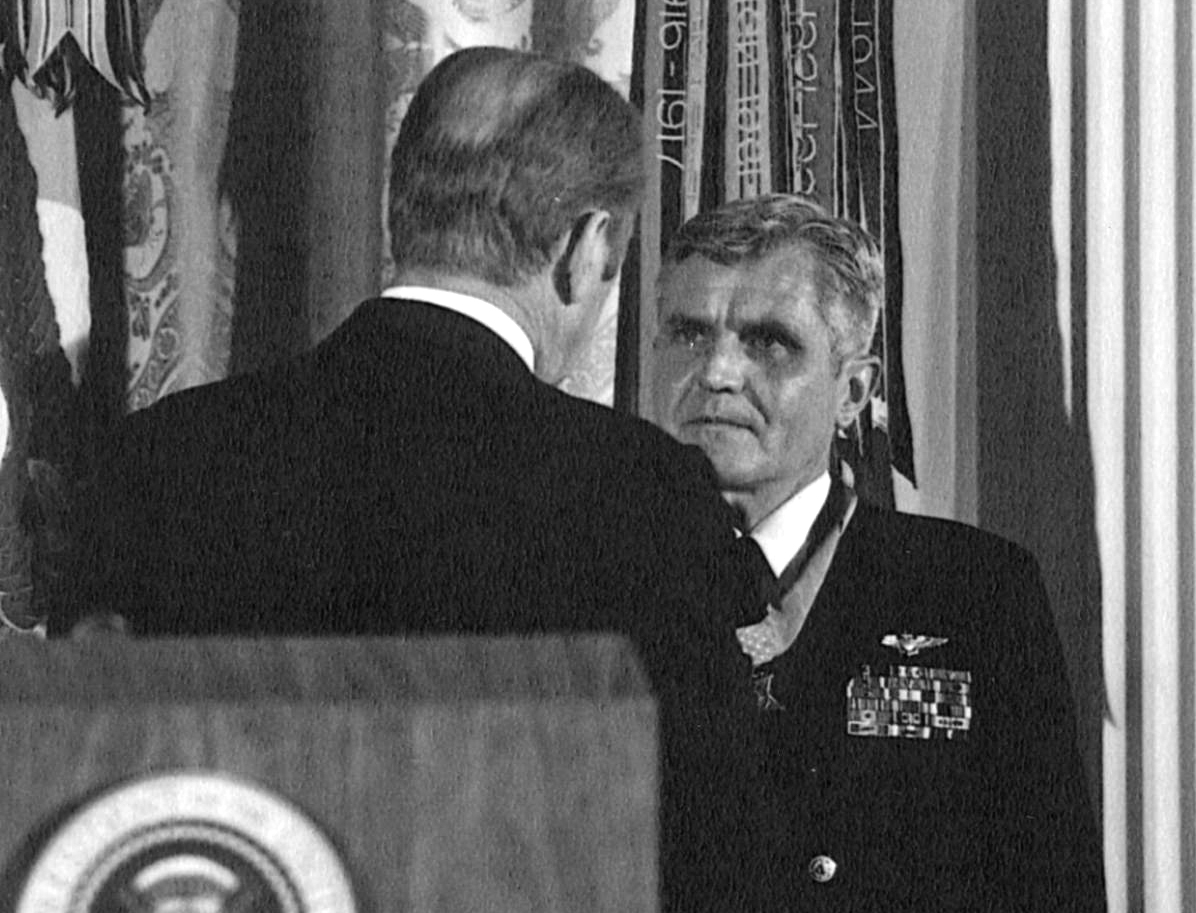
Tổng thống Gerald Ford trao Huân chương Danh dự cho Stockdale ở Nhà Trắng ngày 4/3/1976.

Stockdale được thả khỏi trại giam tù binh vào ngày 12 tháng 2 năm 1973, trong Chiến dịch Homecoming.
Ngày 4 tháng 3 năm 1976, Stockdale được trao Huân chương Danh dự. Stockdale đã đệ đơn tố cáo hai sĩ quan khác là trung tá Thủy quân lục chiến Edison W. Miller và đại úy Hải quân Walter E. "Gene" Wilber vì Stockdale cho rằng họ đã hỗ trợ kẻ thù. Tuy nhiên, Bộ Hải quân Hoa Kỳ dưới sự lãnh đạo của Bộ trưởng Hải quân khi đó là John Warner đã không có hành động nào và chỉ đơn giản là cho những người này nghỉ hưu "vì lợi ích tốt nhất của Hải quân." Cả Miller và Wilber đều nhận được "thư khiển trách" ("letter of reprimand'').
Bị suy nhược do bị giam cầm và ngược đãi lâu ngày, Stockdale không thể đứng thẳng và chỉ có thể đi lại khó khăn khi trở về Hoa Kỳ, điều này khiến ông không thể trở lại trạng thái bay tích cực như trước. Nhằm tôn vinh quá trình phụng sự trước đây của ông, Hải quân đã giữ ông tại ngũ, đều đặn thăng chức cho ông trong vài năm tiếp theo cho đến khi ông nghỉ hưu với tư cách là Phó đô đốc vào ngày 1 tháng 9 năm 1979. Chức vụ cuối cùng trong quân ngũ của ông là Chủ tịch Học viện Chiến tranh Hải quân ở Newport, Rhode Island, từ ngày 13 tháng 10 năm 1977 đến ngày 22 tháng 8 năm 1979.

## Cuối đời và cái chết

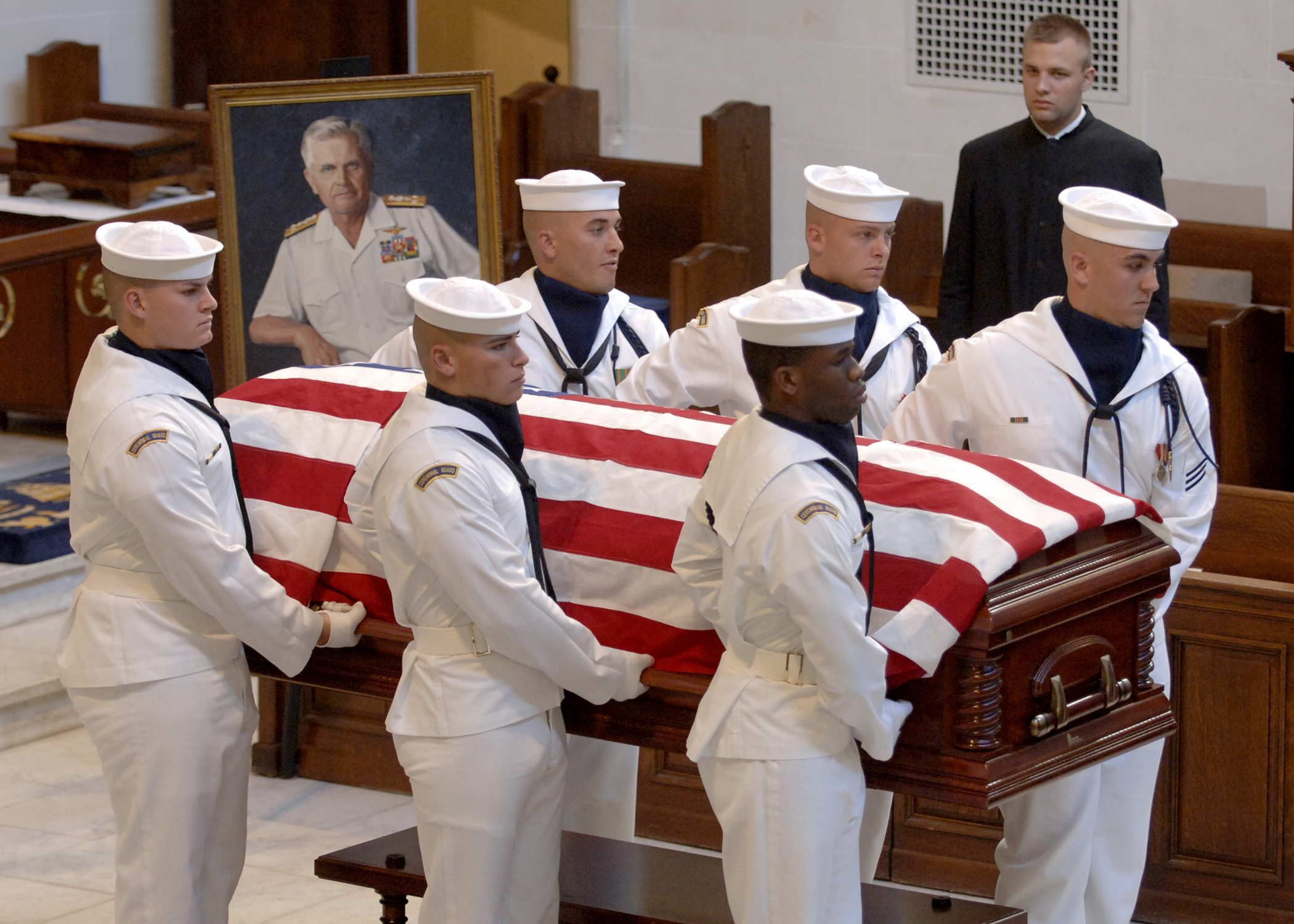
Các thủy thủ Hải quân mang quan tài của Stockdale trong lễ tang tổ chức tại Nhà nguyện Học viện Hải quân Hoa Kỳ vào năm 2005.

Sau khi về hưu, Stockdale sống tại Coronado, California, bị bệnh Alzheimer và ngày càng nặng. Ông mất vì bệnh này vào ngày 5 tháng 7 năm 2005, thọ 81 tuổi. Tang lễ của Stockdale được tổ chức ở Nhà nguyện Học viện Hải quân và thi hài được thiêu ở Nghĩa trang Học viện Hải quân Hoa Kỳ.